# Любиша Беара
Любиша Беара (на сръбски: Љубиша Беара) е босненски сърбин, участник във войната в Босна и Херцеговина. Бивш полковник и началник на сигурността към Главния щаб на Въоръжените сили на Република Сръбска.

## Биография
Любиша Беара е роден на 14 юли 1939 година в град Сараево, Босна и Херцеговина. Става полковник и началник на сигурността към Главния щаб на Въоръжените сили на Република Сръбска. На 26 март 2002 година Международния наказателен трибунал за бивша Югославия (МНТБЮ) му издава обвинителен акт за ролята му в клането в Сребреница. На 10 октомври 2004 година се предава, и се прехвърля в Хага. Осъден е на доживотен затвор на 10 юни 2010 година.